# Maresché
 Maresché  es una población y comuna francesa, situada en la región de Países del Loira, departamento de Sarthe, en el distrito de Mamers y cantón de Beaumont-sur-Sarthe.

## Demografía
| 748 | 712 | 663 | 608 | 586 | 700 |
| Para los censos de 1962 a 1999 la población legal corresponde a la población sin duplicidades (Fuente: INSEE [Consultar]) |     |     |     |     |     |